# Офтерсхајм
Офтерсхајм (њем. Oftersheim) општина је у њемачкој савезној држави Баден-Виртемберг. Једно је од 54 општинска средишта округа Рајн-Некар. Према процјени из 2010. у општини је живјело 10.964 становника. Посједује регионалну шифру (AGS) 8226062.

## Географски и демографски подаци
Офтерсхајм се налази у савезној држави Баден-Виртемберг у округу Рајн-Некар. Општина се налази на надморској висини од 101 метра. Површина општине износи 12,8 km². У самом мјесту је, према процјени из 2010. године, живјело 10.964 становника. Просјечна густина становништва износи 858 становника/km².